# Nhất Chi Mai
Nhất Chi Mai (20 tháng 2 năm 1934 — 16 tháng 5 năm 1967) tên thật là Phan Thị Mai, tự Nhất Chi, pháp danh Diệu Huỳnh, là một nữ Phật tử đã tự thiêu ở Sài Gòn vào ngày 16 tháng 5 năm 1967.